# Vuurpijlvis
De vuurpijlvis, vuurvis of Chinese pijlvis (Nemateleotris magnifica) is een straalvinnige vissensoort uit de familie van wormvissen (Microdesmidae). De wetenschappelijke naam van de soort is voor het eerst geldig gepubliceerd in 1938 door Fowler.

## Kenmerken
Deze 8 cm lange slanke vis heeft een witte voorkant met geel en/of paarse markeringen op zijn kop. De kleur van de achterzijde varieert van geel tot oranje, rood of roze tot een diep violet. Hun meest opvallende kenmerk is hun dunne, verlengde aarsvin en tweede rugvin. Wanneer deze wordt opgezet lijkt deze op de veer of de achterzijde van een dartpijl.

## Leefwijze
Het voedsel van deze vis bestaat in hoofdzaak uit planktondiertjes. Als ze gevaar opmerken, schieten ze direct weg in de grond. Tegen soortgenoten kunnen ze agressief reageren, maar over het algemeen zijn ze tamelijk vredelievend.

## Verspreiding en leefgebied
Het verspreidingsgebied omvat de Indische Oceaan en strekt zich uit over de Grote Oceaan. Populaties in de Stille Oceaan strekken zich uit vanaf Zuid-Afrika tot Nieuw-Caledonië en naar het noorden naar de Hawaii eilanden. Deze soort die zich ophouden in ondiep tot middeldiep water kunnen worden gevonden vanaf zo'n 6 meter tot zo'n 66 meter diepte.

## Status
De soort staat op de Rode Lijst van de IUCN als niet bedreigd, beoordelingsjaar 2009.